# 塞費爾德峰

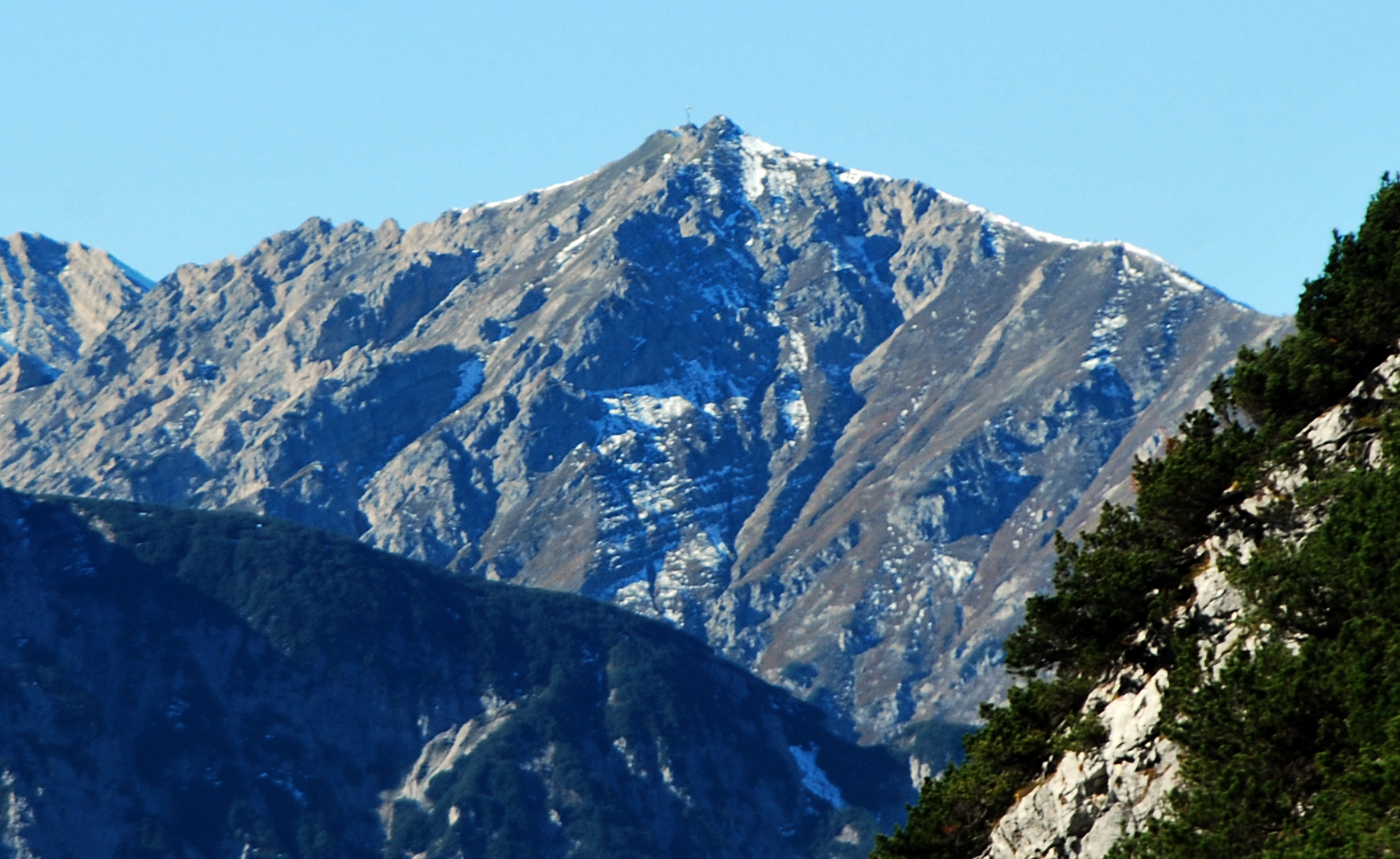

47°19′58″N 11°14′15″E / 47.33278°N 11.2375°E
塞費爾德峰（德語：Seefelder Spitze），是奧地利的山峰，位於該國西部，由蒂羅爾州負責管轄，屬於卡爾文德爾山脈的一部分，海拔高度2,221米，每年平均降雨量1,666毫米。